# Ворвань (деревня)
Во́рвань — деревня в Павловском районе Нижегородской области России. Входит в состав Коровинского сельсовета.

## География
Стоит на речках Валгма (западная часть деревни) и Кишма (восточная часть); в черте деревни есть пруд. С западной стороны ограниченна региональной автодорогой 22Н-3110.

### Географическое положение
Находится в 6,5 км на восток от города Павлова и в 3,5 км на юг от города Ворсмы.

## История
С 2004 года входит в муниципальное образование Коровинский сельсовет.

## Население
| 2002 | 2010 |
| ---- | ---- |
| 69   | ↘62  |

## Инфраструктура
Основа экономики — сельское хозяйство. Личное подсобное хозяйство.
В центре деревни мемориал Погибшим воинам.

## Транспорт
Между райцентром и Ворванью ходит пригородный автобус. Остановка общественного транспорта «Ворвань».